# Josef Černý (poslanec ČSS, 1964–1976)
Josef Černý (29. října 1909 Veleň – ?) byl český a československý politik Československé strany socialistické a poúnorový poslanec Národního shromáždění ČSSR a poslanec Sněmovny lidu Federálního shromáždění za normalizace.

## Biografie
V letech 1934–1935 studoval obor elektrotechnika na průmyslové škole v Praze. V období let 1934–1956 pracoval v podniku Meopta v Modřanech. Od roku 1956 pracoval na úseku místního hospodářství, později jako vedoucí Krajského radiotelevizního střediska v Středočeském kraji. Byl členem Ústředního výboru Odborového svazu státních orgánů a místního hospodářství. K roku 1968 se profesně uvádí jako ředitel podniku z obvodu Říčany.
Od roku 1960 byl členem Ústředního výboru Československé strany socialistické a od roku 1964 zasedal v předsednictvu ÚV ČSS. V 60. letech taky zastával funkci předsedy Krajského výboru Národní fronty.
Ve volbách roku 1964 byl zvolen za ČSS do Národního shromáždění ČSSR za Středočeský kraj. V Národním shromáždění zasedal až do konce volebního období parlamentu v roce 1968.
Po federalizaci Československa usedl roku 1969 do Sněmovny lidu Federálního shromáždění (volební obvod Říčany). Mandát získal i ve volbách v roce 1971 (volební obvod č. 20 - Kolín, Středočeský kraj) a v parlamentu setrval do konce volebního období, tedy do voleb v roce 1976.